# تكون الورم الصماوي المتعدد النوع 2 ب
 تكون الورم الصماوي المتعدد من النوع 2 ب (بالإنجليزية: Multiple endocrine neoplasia type 2B)‏ أو متلازمة الأورام الصماوية المتعددة 2 ب، ويعرف اختصاراً MEN 2B، وهو مرض وراثي يسبب أوراماً متعددة في الفم، العينين، والغدد الصماء. وهو أشد أنواع الأورام الصماء المتعددة، يتميز بوجود أورام فم حميدة وأورام تحت مخاطية بالإضافة إلى خباثات صماوية. وصفه لأول مرة واجنمان (Wagenmann) عام 1922، وتم التعرف عليه لأول مرة كمتلازمة في 1965-1966 من قبل E.D. Williams و D.J. Pollock.
يتظاهر الورم الصماوي المتعدد من النوع 2 ب عادة قبل أن يبلغ الطفل 10 سنوات. الأفراد المصابون عادة ما يكونون طويلين، نحيلين، وجههم متطاول، مع شفاه بارزة مكتنزة. تتطور الأورام الحميدة في الفم، العينين، وتحت المخاطية لجميع الأعضاء تقريباً في العقد الأول من العمر. غالباً ما يترافق ذلك مع سرطان الغدة الدرقية النخاعي، أحياناً في مرحلة الطفولة، والتي غالباً ما تكون عدوانية. يحدث سرطان الغدة الكظرية (ورم القواتم) في 50٪ من الحالات.
تم اقتراح مجموعة متنوعة من الأسماء المرادفة لـ MEN 2B، مثل متلازمة ويليامز بولوك، متلازمة جورلين فيكرز، ومتلازمة واجنمان-فروبويز. ومع ذلك، لم تكتسب أي منها شهرة كافية تستحق الاستخدام المستمر، ولم تعد تُستخدم في الأدبيات الطبية.
إن انتشار الورم الصماوي المتعدد من النوع 2 ب ليس مثبتاً بشكل جيد، ولكنه مشتق من اعتبارات وبائية أخرى مثل 1 من 600 ألف إلى 1 من كل 4 مليون. تم تقدير معدل الإصابة السنوي بـ 4 لكل 100 مليون.

## الأعراض والعلامات
المظاهر السريرية الأكثر شيوعاً لـ MEN2B هي:
- جسم طويل، نحيف، مشابه لجسم مرضى متلازمة مارفان، حيث العظام الطويلة ممدودة بشكل غير متناسب.
- كتل تحت الأغشية المخاطية في الفم والشفتين والعينين، جفاف العين أو قلة الدموع، وشكايات هضمية، خاصة الإمساك.
- صغر الكتلة العضلية، في بعض الأحيان اعتلال عضلي، تعظم الدروز الباكر "وهي علامة مساعدة بشكل خاص عند الأطفال"، تأخر البلوغ.
- أعراض سرطان الغدة الدرقية النخاعي أو ورم القواتم.